# Pia Annika Lange
Pia Annika Lange (* 9. November 1982) ist eine deutsche Rechtswissenschaftlerin und Professorin für Öffentliches Recht. Sie ist Direktorin des Zentrums für Europäische Rechtspolitik (ZERP) an der Universität Bremen.

## Biografie
Lange studierte Rechtswissenschaften an der Georg-August-Universität Göttingen  und schloss das Studium 2007 mit der Ersten Juristischen Staatsprüfung ab. Von 2008 bis 2010 war sie als wissenschaftliche Mitarbeiterin am Institut für Allgemeine Staatslehre und Politische Wissenschaften bei Werner Heun tätig. 2010 absolvierte sie den Juristischen Vorbereitungsdienst am Hanseatischen Oberlandesgericht in Bremen mit Stationen u. a. an der Deutschen Universität für Verwaltungswissenschaften in Speyer, BBG und Partner in Bremen und dem Bundespräsidialamt in Berlin. 2011 erfolgte die Promotion zum Dr. jur. durch die Juristische Fakultät der Georg-August-Universität Göttingen. Von März 2017 bis Februar 2018 absolvierte sie ein Masterstudium (LL.M.) an der University of Cape Town (Master of Constitutional and Administrative Law). Im Dezember 2021 habilitierte sie sich mit der Schrift Staatliche Wohnraumvorsorge an der Juristischen Fakultät der Universität Göttingen und ihr wurde die Venia Legendi für die Fächer Staats- und Verwaltungsrecht sowie Europarecht verliehen.
Seit April 2022 ist sie ordentliche Professorin für Öffentliches Recht, Europarecht, Sozialrecht, Geschlechter- und Vielfaltsdimensionen im Recht am Fachbereich 6 der Universität Bremen.

## Forschungsschwerpunkte
Langes Forschungsschwerpunkte liegen im Staats- und Verwaltungsrecht. Insbesondere beschäftigt sie sich mit den verfassungsrechtlichen Implikationen des sozialen Wohnungsrechts, dem Verfassungsprozessrecht sowie legal gender studies.

## Staatsgerichtshof
Am 12. Oktober 2023 wurde Lange durch die Bremische Bürgerschaft zum ordentlichen Mitglied des Staatsgerichtshofs der Freien Hansestadt Bremen gewählt.

## Schriften (Auswahl)
- Darlegungs- und Substantiierungspflichten im Verfassungsbeschwerdeverfahren. Baden-Baden, 2012, zugl. Göttingen, Univ., Diss., 2011.
- Pia Lange, Christian Matheus: Standardfälle Verwaltungsrecht AT. Altenberge, 2016.
- Die Neue Wohngemeinnützigkeit: Unionsrechtliche Bedingungen für die Ausgestaltung der sozialen Zielgruppe. Düsseldorf, 2022.
- Staatliche Wohnraumvorsorge. Habilitationsschrift, Tübingen 2023, ISBN 978-3-16-161775-1.